# Разговор с птици
„Разговор с птици“ е българско-руски игрален филм (семеен, комедия) от 1997 година на режисьора Румяна Петкова, по сценарий на Рада Москова. Оператор е Светлана Ганева. Музиката във филма е композирана от Данко Йорданов.

## Сюжет
Родителите на малкия Додо заминават за Канада и той отива през ваканцията при баба си на село край морето. Тук той се запознава с една странна жена – Дана, която умее да „говори“ с птиците. Среща и малката циганка Силва, живееща просто и естествено сред природата. Този свят пленява Додо. Разкрива му се със своята доброта и горчива откровеност. Лятото отлита бързо. Додо трябва да се върне в неговия свят, в другата реалност. Но това, което е видял и научил през тези месеци, ще запази в душата си за цял живот.

## Актьорски състав
- Татяна Лолова – баба Керанка
- Асен Кукушев – Додо
- Неда Ковачева – Силва
- Златина Тодева – Черната баба
- Снежина Петрова – Дана
- Радост Костова – Майката
- Емил Марков – Бащата

## Награди
- Голямата награда на журито на МКФ „Детски свят, (Варна, 1997).
- Наградата на детското жури на МКФ „Детски свят, (Варна, 1997).
- Наградата за детска роля на Асен Кукушев на МКФ „Детски свят, (Варна, 1997).
- Наградата „ГОРЧИВАТА ЧАША“ на МКФ „Детски свят, (Варна, 1997).
- Наградата на СБФД за сценография на Анастас Янакиев, (1997).
- Наградата „Лив Улман“ на МКФ в (Чикаго, САЩ 1998).